# First Papers of Surrealism

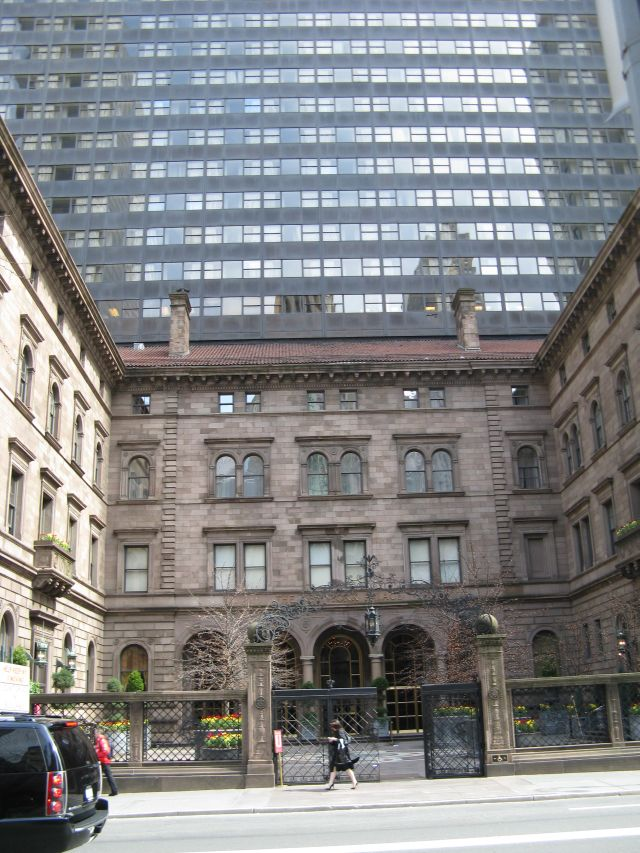
Das Ausstellungsgebäude, heute ein Teil des The New York Palace Hotel

First Papers of Surrealism ist der Name einer Ausstellung der Surrealisten in New York, die im Zweiten Weltkrieg im Jahr 1942 von André Breton und Marcel Duchamp ausgerichtet wurde. Beide Künstler waren vor kurzer Zeit aus Frankreich emigriert. Sie fand im zweiten Stock des Whitelaw Reid Mansion in der 451 Madison Avenue, Manhattan statt und lief vom 14. Oktober bis zum 7. November des Jahres. First Papers of Surrealism war die größte Ausstellung der Surrealisten, die in den Vereinigten Staaten je gezeigt wurde.

## Die Vorgeschichte
Die surrealistischen Künstler hatten zuvor ihre Werke in Einzelausstellungen gezeigt, bevor im November 1925 in Pierre Loebs Galerie Pierre in Paris ihre erste Gemeinschaftsausstellung stattfand. Sie zeigte Arbeiten von Giorgio de Chirico, Hans Arp, Max Ernst, Paul Klee, Man Ray, André Masson, Joan Miró, Pablo Picasso sowie Pierre Roy. 1928 folgte eine weitere gemeinschaftliche Ausstellung in der Pariser Galerie Au Sacre du Printemps unter dem Titel: Le Surréalisme, existe-t-il? (Existiert der Surrealismus?). Teilnehmer waren unter anderem Max Ernst, André Masson, Joan Miró, Francis Picabia und Yves Tanguy. Weitere gemeinsame Ausstellungen folgten: 1931 fand im Wadsworth Atheneum in Hartford/Connecticut die erste surrealistische Ausstellung in den USA statt. 1936 schloss sich die International Surrealist Exhibition in den New Burlington Galleries in London an sowie im Mai desselben Jahres die Exposition Surréaliste d’Objets in der Pariser Galerie Charles Ratton. Diese legte eine besondere Bedeutung auf die Objektkunst und berief sich dabei auf den Primitivismus, die Fetische und die mathematischen Modelle. Diese Ausstellungen wiesen noch die übliche Form der Präsentation auf. Breton schuf erstmals 1938 in der Ausstellung Exposition Internationale du Surréalisme in der Pariser Galerie Beaux-Arts der surrealistischer Kunst einen Rahmen, in dem die Präsentation selbst als surrealistische Produktion gelten konnte. Diesem Anspruch schloss sich First Papers of Surrealism an.

## Die Ausstellung
Der Titel der Ausstellung First Papers of Surrealism leitet sich von dem Antrag eines Einwanderers – First Papers – auf die amerikanische Staatsbürgerschaft ab – viele Surrealisten wie André Breton, Marcel Duchamp und Max Ernst hatten Europa im Zweiten Weltkrieg verlassen müssen. Breton übernahm für die Gruppenausstellung zugunsten des Koordinationsrats französischer Nothilfegesellschaften die Auswahl der Exponate von Gemälden und Skulpturen, die mit der surrealistischen Bewegung in Verbindung standen – Salvador Dalí ausgenommen, er war von Breton „exkommuniziert“ und mit „Avida Dollars“ (dt. „Hungrig auf Dollars“) bezeichnet worden. Für die Installation der Ausstellung konnte er Duchamp gewinnen.
Die Modeschöpferin Elsa Schiaparelli, die offizielle Sponsorin des Unternehmens, hatte gefordert, für die Installation möglichst wenig Geld auszugeben. Der einfallsreiche Duchamp fand ein Mitglied der Seilerbranche, der ihm 16 Meilen [= 25,75 km = 25.750 m] Bindfaden verkaufte, von denen er 2.500 m verspannte, die nun der Dekoration diente. Mit der Hilfe von Breton, seiner Frau Jacqueline, Max Ernst, Alexander Calder und David Hare schuf Duchamp aus den Bindfäden ein riesiges Spinnennetz, das den Ausstellungsraum durchdrang, sodass die exklusive Ausstattung des Raums kaum erkennbar war und manche Exponate sich dem ersten Blick des Besuchers entzogen. In der Menge hatte sich Duchamp verschätzt, sie verbrauchten anfangs nur eine Meile des Bindfadens. Eine zweite Meile wurde allerdings noch benötigt für eine Neuverspannung, da die erste zu dicht an den Glühlampen verspannt gewesen war und Feuer gefangen hatte.
Zur Eröffnung der Ausstellung im zweiten Stock des Whitelaw Reid Mansion hatte Duchamp sich eine Überraschung ausgedacht: Die geladenen Gäste in Abendkleidung trafen aufgrund einer Verabredung mit Sidney Janis’ elfjährigem Sohn Carroll auf ein Dutzend Jungen und Mädchen, die in Sportkleidung Fuß- und Handball spielten, Sprungseile drehten und sich durch die Fadenbarrieren verfolgten. Angesprochen von den Gästen, verkündeten sie lapidar: „Mr. Duchamp hat gesagt, wir könnten hier spielen“. Marcel Duchamp war bei der Eröffnung – seinem Stil gemäß – nicht anwesend.
Ausgestellt waren 105 Exponate, neben Puppen, Götzenbildern und zeremoniellen Masken der indianischen Urbevölkerung unter anderem Werke von Hans Arp, Leonora Carrington, Joseph Cornell, Esteban Frances, David Hare, Robert Motherwell, Joan Miró, Pablo Picasso, Barbara Reis, Kay Sage, Kurt Seligmann und Laurence Vail. Des Weiteren war William Baziotes vertreten mit The Butterflies of Leonardo da Vinci, Max Ernst mit Der Surrealismus und die Malerei und La Planète affolée, Gordon Onslow Ford mit First Five Horizons, André Masson mit There Is No Finished World und Meditation on an Oakleaf sowie Roberto Matta mit The Earth Is a Man. Jackson Pollock wurde auch gefragt, ob er teilnehmen wolle, lehnte jedoch ab. Nach Aussage David Hares liebte Pollock die Surrealisten nicht, da er sie für anti-amerikanisch hielt. Und die Surrealisten liebten ihn nicht, da sie erwarteten, dass ihnen stets der Hof gemacht würde, was Pollock ablehnte.
Wenige Tage nach der Eröffnung traf sich die New Yorker Gesellschaft zur Eröffnung von Peggy Guggenheims Galerie Art of This Century, die zugleich Museum war, und ebenfalls Exponate der hier ausstellenden Künstler zeigte.

## Der Katalog
Den 52-seitigen Katalog mit einem Vorwort von Sidney Janis hatte Duchamp entworfen. Er enthielt unter anderem die von ihm entworfenen „Kompensationsporträts“ der ausstellenden Künstler, „vorgefundene“ Fotografien, die ein Charakteristikum suggerieren sollten. So war er selbst als Duchamp/Rrose Selavy mit dem verhärmten Gesicht einer Frau auf einem Foto von Ben Shahn abgebildet.
Duchamps Design betont Durchlässigkeit und das Durchschauen der Dinge. So zeigt die vordere Umschlagseite (recto) eine von Kugellöchern durchsiebte Wand, die noch fünf nicht entfernte Kugeln aufweist, die Rückseite (verso) die Titelzeilen auf den Löchern eines Schweizer Käse. Dem Vorwort von Janis ist eine Abbildung vorangestellt, die die Namen der ausstellenden Künstler in Form eines Schlüssellochs darstellt – erneut ein Hinweis auf Durchsicht, wie sie auch Duchamps Bindfäden aufweisen.
Duchamp hatte für die Umschlaggestaltung das Farmhaus aus dem 19. Jahrhundert von Kurt Seligmann in Sugar Loaf bei New York aufgesucht, wo er fünf Schüsse auf die Steinwand des Hauses feuerte. Ein Foto der Wand nutzte er dann für die Vorderseite des Katalogs. Da es unwahrscheinlich ist, dass er eine eigene Waffe besaß, gibt es Vermutungen, dass es die Waffe Seligmanns war, mit dem dieser sich 20 Jahre später das Leben nahm.

## Das Ausstellungsgebäude Whitelaw Reid Mansion
Whitelaw Reid Mansion war benannt nach Whitelaw Reid, einem reichen Politiker und Journalisten, dem das prächtige Haus, erworben als „Villard House“, einst gehört hatte. Der große Ausstellungsraum von 1942 im zweiten Stock des Südflügels ist heute der „Orangerie“ genannte Raum des heutigen The New York Palace Hotel.